# جيرالد إس. غراهام
جيرالد إس. غراهام هو مؤرخ كندي، ولد في 27 أبريل 1903، وتوفي في 5 يوليو 1988.